# Altın Gün
Pour les articles homonymes, voir Altın.
Altın Gün (litt. « âge d'or » ou « jour d'or » en turc, en référence à l'âge d'or de la scène rock anatolienne des années 1970-1980) est un groupe musical néerlandais, originaire d'Amsterdam. Il s'agit d'un groupe de rock et de folk psychédélique qui s'inspire de la musique moderne turque des années 1960-1970, alliant rock occidental et musique traditionnelle turque.
La musique d’Altın Gün s’inscrit dans la riche histoire de la musique turque. Ils reprennent des classiques du Rock anatolien, comme Çıt Çıt Çedene de Barış Manço (disponible sur Aşk, 2023), ou encore Cemalım d’Erkin Koray (disponible sur On, 2018).

## Histoire

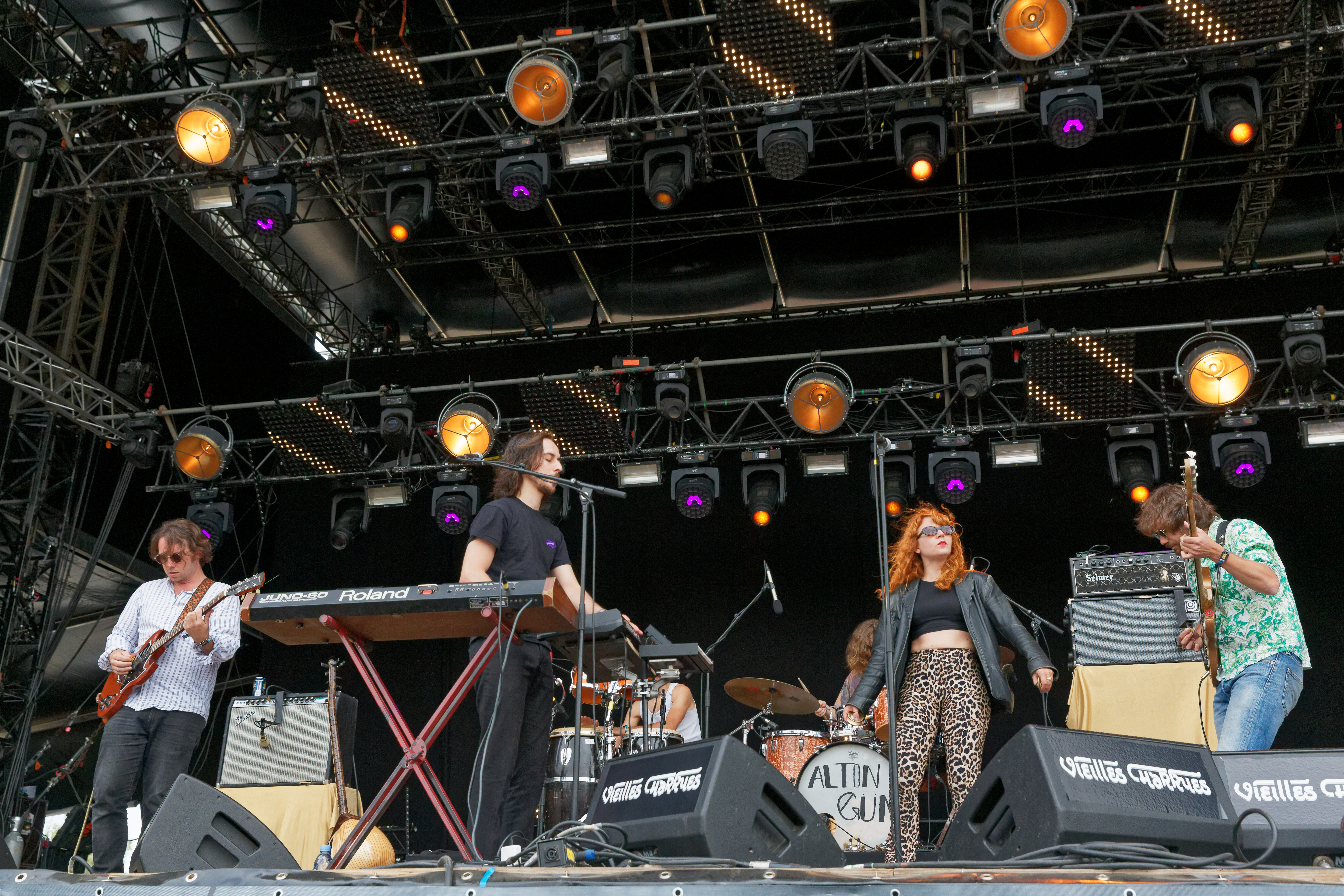
Altın Gün au festival des Vieilles Charrues en 2018.

Fin 2016, le bassiste néerlandais Jasper Verhulst, notamment connu pour travailler avec Jacco Gardner, découvre Selda Bağcan puis d'autres artistes de l'âge d'or du rock turc comme Barış Manço ou Erkin Koray. L'idée du groupe est en fait née lors d'une tournée du bassiste Jasper Verhulst à Istanbul avec un autre groupe. Verhulst s'est familiarisé avec la musique folk rock d’Anatolie lors de cette visite. Jasper Verhulst continue par ailleurs de se rendre en Turquie, pour étoffer sa collection de vinyles et ainsi découvrir de nouvelles sonorités. Il partage cette nouvelle passion musicale avec deux autres collaborateurs de Jacco Gardner : le guitariste Ben Rider et le batteur Nic Mauskovic. Après avoir mis une annonce sur Facebook, le trio est rejoint par Merve Daşdemir, chanteuse née à Istanbul et Erdinç Ecevit Yıldız, chanteur et joueur de saz. Le groupe est ensuite complété par un sixième musicien, le percussionniste Gino Groeneveld, membre du groupe Jungle by Night (nl).
En mai 2017, Altın Gün publie son premier single sur le label suisse Bongo Joe. Le groupe se produit en décembre de la même année aux Rencontres trans musicales de Rennes, où il reçoit un accueil enthousiaste,,. Le premier album sort dans la foulée : On, publié en mars 2018.
En avril 2019, sort le deuxième album du groupe, Gece, aux tonalités plus folk que le premier. A propos du processus de création, le bassiste du groupe, Jasper Verhulst, explique « J’écoute et je cherche des morceaux que nous pouvons transformer et nous approprier. La plupart de ces chansons ont eu des centaines d’interprétations différentes au fil des ans. Nous avons besoin de l’étincelle en plus, qui pousse les gens à écouter, comme si c’était la première fois qu’ils l’entendaient. »
L'album est nommé aux 62e Grammy Awards dans la catégorie meilleur album de musiques du monde.
Le 26 février 2021, sort leur 3e opus, Yol, aux sonorités rappelant la synthpop des années 1980. Dans cet album, le sextet d'Amsterdam explore un terrain plus disco (Yüce Dağ Başında) et synth-pop (Bulunur Mu), n'hésitant pas à puiser dans des inspirations plus tardives qu’habituellement. Dans Yol, les années 1980 deviennent le cadre de référence, plutôt que les décennies 1960-1970 que l'on retrouvait dans les albums précédents.
Le 31 mars 2023, Altın Gün sort son cinquième album studio, Aşk Dans cet album, le groupe retranscrit la diversité de sa palette sonore, mêlant sonorités folkloriques turcs traditionnels et groove pop psychédélique. L’album se clôture par un final disco, associant synthétiseur et rythmique funk. À propos de l’écriture de Aşk (2023), Jasper Verhulst insiste sur la sonorité live de l’album, précisant que le groupe s’était rassemblé « pour créer de la musique ensemble plutôt que de créer des démos chacun chez soi ». Le morceau Leylim Ley, également disponible sur Aşk, associe une composition du musicien folk Zülfü Livaneli aux vers de Sabahattin Ali, poète et journaliste turc, dont l’œuvre occupe une place influente dans la littérature moderne de la Turquie. La même année, trois productions du groupe sont intégrées au jeu vidéo Star Wars Jedi: Survivor, sorti le 28 avril. Les musiques sont créditées sous le nom de « Altin Lazer Blaster ».
Le 13 février 2024, Merve Daşdemir annonce qu'elle quitte la formation après une dernière tournée printanière en Europe.

## Membres

### Membres actuels
- Jasper Verhulst – basse, claviers
- Thijs Elzinga – guitare (depuis 2021)
- Daniel Smienk – batterie (depuis 2019)
- Erdinç Ecevit Yıldız – chant, claviers et saz
- Merve Dasdemir – chant, claviers
- Chris Bruining – percussions (depuis 2021)

### Anciens membres
- Nic Mauskovic – batterie
- Ben Rider – guitare
- Gino Groeneveld – percussions
- Denzel Sprenkeling – guitare

## Discographie

### Singles
- 2017 : Goca Dünya / Kırşehir'in Gülleri (Bongo Joe)
- 2018 : Cemalim / Vay Dünya (Bongo Joe)
- 2018 : Tatlı Dile Güler Yüze / Hababam (Bongo Joe)
- 2019 : Süpürgesi Yoncadan / Vay Vay (Glitterbeat ou ATO Records)
- 2019 : Gelin Halayı / Dıv Dıv (Glitterbeat Records)
- 2020 : Ordunun Dereleri / Bir Of Çeksem (Glitterbeat Records)
- 2021 : Yüce Dağ Başında (Glitterbeat Records)
- 2022 : Leylim Ley (Glitterbeat Records)